# Kelly Hu
Kelly Ann Hu (ur. 13 lutego 1968 w Honolulu) – amerykańska aktorka o korzeniach chińskich, hawajskich i brytyjskich.

## Życiorys
Od dziecka interesowała się śpiewem, tańcem oraz sztukami walki. Ponieważ jej kuzynka pracowała w Japonii jako modelka, Kelly zdecydowała się iść w jej ślady. Jako pierwsza Amerykanka o azjatyckich korzeniach wygrała w 1985 roku wybory Miss Teen USA. Pracowała jako modelka w Japonii i Włoszech.
W 1987 roku, po przeprowadzce do Los Angeles, rozpoczęła karierę aktorską w sitcomie. Ponadto zdobyła w 1987 roku tytuł roku Miss Hawajów oraz trafiła do ścisłego finału konkursu Miss USA.

## Filmografia
- Pamiętniki wampirów (2010) jako Pearl
- The Tournament (2009) jako Lai Lai Zhen
- Fineasz i Ferb (2008) jako Stefa
- Stiletto (2008) jako detektyw Hanover
- The Air I Breathe (2007)
- Confessions of an Action Star (2005)
- Bibliotekarz: Tajemnica włóczni (2004)
- X-Men 2 (2003)
- Od kołyski aż po grób (2003)
- Król Skorpion (2002)
- Martial Law (1998-2000)
- Sunset Beach (1997) jako Rae Chang
- Piątek, trzynastego VIII: Jason zdobywa Manhattan (1989)

## Gry
- Knights of the Old Republic II: The Sith Lords (2004) jako Visas Marr
- Command & Conquer: Red Alert 3 (2008) jako Suki Toyama